# George Herbert Walker
George Herbert Walker (* 11. Juni 1875 in St. Louis, Missouri; † 24. Juni 1953 in New York City) war ein US-amerikanischer Bankier.

## Ausbildung und Beruf
George Herbert Walker erhielt seine Schulausbildung in England am Stonyhurst College. Im Jahr 1897 schloss er sein Studium an der Washington University in St. Louis ab. In dieser Zeit kaufte er das nach ihm benannte Walker’s Point, das später zum Sommersitz der Präsidentenfamilie Bush werden sollte.
Seit 1900 arbeitete er im Investmentbanking. Er gründete die Investmentbank G.H. Walker & Co und nutzte die internationalen Bankkontakte seiner Familie. 1904 unterstützte er die Organisation der Messe St. Louis World's Fair. Walker stand der örtlichen Demokratischen Partei nahe. 1920 wurde er Präsident der W.A. Harriman & Co. Investmentgesellschaft. Im Rahmen dieser Tätigkeit war Walker für die Anbahnung umfangreicher Geschäfte verantwortlich, so realisierte er die Finanzierung der Übernahme der Hamburg-Amerika Line durch W. Averell Harriman und den Kauf der American Ship and Commerce Corp.
Nach der Fusion von W.A. Harriman & Co. mit dem Britisch-Amerikanischen Investmenthaus Brown Bros. & Co. im Januar 1931 zog sich Walker aus der Führung des Unternehmens zurück und überließ die Leitung seinem Schwiegersohn Prescott Bush.
Walker hatte eine Reihe von Direktorenposten (in Deutschland vergleichbar mit Aufsichtsratsmandaten) inne. Neben seiner Rolle als Direktor der W.A. Harriman & Company war er Direktor bei Harriman Fifteen, American International Corporation; Georgian Manganese Corporation; Barnsdall Corporation; American Ship & Commerce Corporation; Union Banking Corporation; G.H. Walker & Company; Missouri Pacific Railroad; Laclede Gas and the New Orleans, Texas and Mexico Railroad.

## Golfsport
Er war ein bekannter Golfer und Präsident der United States Golf Association. Nach ihm ist der 1922 gestiftete Walker Cup benannt, der traditionsreichste Mannschaftswettbewerb im Amateur-Golfsport. 

## Familie
Er war der Vater von Dorothy Walker, die seit 1921 mit dem späteren US-Senator Prescott Bush verheiratet war. Sein Enkel George H. W. Bush war der 41. Präsident der Vereinigten Staaten. Der Großvater wurde in dessen Vornamen und Zwischen-Initialen gewürdigt. Walkers erster Vorname und der Nachname bilden den Vornamen und den Zwischennamen seines Urenkels George W. Bush, des 43. Präsidenten der Vereinigten Staaten.